# Wes Brown
Wesley "Wes" Michael Brown (n. 13 octombrie 1979 în Longsight, Manchester) este un fotbalist englez, care în prezent este liber de contract.

## Legături externe
- Wes Brown la Soccerbase
- Profil la StretfordEnd.co.uk
- Profil Arhivat în 8 iunie 2010, la Wayback Machine. la FIFA.com

1. ↑  WESLEY MICHAEL BROWN, Base de Datos del Fútbol Argentino
2. ↑  Wesley Michael Brown, As
3. ↑  Wes Brown, FBref
4. ↑  Wes Brown, Transfermarkt, accesat în 9 octombrie 2017